# Ixonanthaceae
Ixonanthaceae is een botanische naam, voor een familie van tweezaadlobbige planten. Een familie onder deze naam wordt pas de laatste decennia met regelmaat erkend door systemen voor plantentaxonomie.
De familie wordt ook erkend door het APG-systeem (1998) en het APG II-systeem (2003). Het gaat dan om een kleine familie van vier of vijf genera, bestaande uit houtige planten in de tropen.
Het Cronquist-systeem (1981) plaatste de familie in de orde Linales.